# Arminia Bielefeld/Saison 1968/69
Dieser Artikel beschreibt den Verlauf der Saison 1968/69 von Arminia Bielefeld. Arminia Bielefeld trat in der Saison in der Regionalliga West an und belegte den siebten Tabellenplatz. Im Westdeutschen Pokal verloren die Arminen ihr Viertelfinale und qualifizierten sich daher nicht für den DFB-Pokal. 

## Personalien

### Kader
| Gerd Siese      |
| Andreas Triebel |

| Erwin Heidinger |
| Detlef Kemena   |
| Uwe Kleina      |
| Klaus Köller    |
| Dieter Schulz   |
| Georg Stürz     |

| Gerd Knoth        |
| Heinz-Dieter Lömm |
| Horst Möntmann    |
| Horst Stockhausen |

| Ulrich Braun         |
| Peter Dammann        |
| Uwe Erich            |
| Bernd Kirchner       |
| Gerd Kohl            |
| Ernst Kuster         |
| Norbert Leopoldseder |
| Gerd Roggensack      |

Der Name des Mannschaftskapitäns ist nicht bekannt.

### Transfers zur Saison 1968/69
| Zugänge                                                                                                  | Abgänge |
| --- | --- |
| - Gerd Knoth (Westfalia Herne) - Gerd Kohl (Schwarz-Weiß Essen) - Gerd Roggensack (1. FC Kaiserslautern) | - Dietmar Erler (Borussia Dortmund) - Günter Lubasch (VfB 03 Bielefeld) - Werner Ruchel (zweite Mannschaft) - Jürgen Tomczak (SpVgg Bad Pyrmont) |

### Funktionäre und Trainer Saison 1968/69
| Funktion        | Name           |
| --------------- | -------------- |
| Cheftrainer     | Hans Wendlandt |
| Geschäftsführer | Walter Röhe    |

## Saison
Alle Ergebnisse aus Sicht von Arminia Bielefeld. Grün unterlegte Ergebnisse kennzeichnen einen Sieg, rot unterlegte eine Niederlage und gelb unterlegte ein Unentschieden.

### Bundesliga
Die Partie beim Lüner SV vom 23. Spieltag war ursprünglich für den 23. Februar 1969 angesetzt und wurde am 19. März 1969 nachgeholt.
| Runde | Datum              | Gegner                  | Ort      | Ergebnis | Tor(e) für Arminia                        |
| ----- | ------------------ | ----------------------- | -------- | -------- | ----------------------------------------- |
| 1     | 18. August 1968    | Schwarz-Weiß Essen      | Auswärts | 1:1      | Stockhausen                               |
| 2     | 25. August 1968    | Hamborn 07              | Heim     | 2:0      | Braun, Kuster                             |
| 3     | 1. September 1968  | SC Fortuna Köln         | Auswärts | 1:4      | Kuster                                    |
| 4     | 8. September 1968  | VfR Neuss               | Heim     | 1:0      | Kuster                                    |
| 5     | 15. September 1968 | Wuppertaler SV          | Auswärts | 1:2      | Stockhausen                               |
| 6     | 22. September 1968 | Lüner SV                | Heim     | 4:0      | Kohl (2), Kuster (2)                      |
| 7     | 29. September 1968 | Eintracht Gelsenkirchen | Auswärts | 2:0      | Kirchner, Leopoldseder                    |
| 8     | 6. Oktober 1968    | Bonner SC               | Heim     | 3:0      | Kohl, Kuster, Stockhausen                 |
| 9     | 20. Oktober 1968   | Preußen Münster         | Auswärts | 4:2      | Kuster (2), Leopoldseder, Stockhausen     |
| 10    | 27. Oktober 1968   | Rot-Weiss Essen         | Heim     | 1:1      | Leopoldseder                              |
| 11    | 3. November 1968   | Eintracht Duisburg      | Auswärts | 2:0      | Kuster, Roggensack                        |
| 12    | 10. November 1968  | SC Viktoria Köln        | Heim     | 5:2      | Kuster (2), Kirchner, Schulz, Stockhausen |
| 13    | 17. November 1968  | Fortuna Düsseldorf      | Auswärts | 1:1      | Roggensack                                |
| 14    | 1. Dezember 1968   | TSV Marl-Hüls           | Heim     | 4:0      | Kirchner, Kuster, Lömm, Roggensack        |
| 15    | 8. Dezember 1968   | VfL Bochum              | Auswärts | 0:2      |                                           |
| 16    | 15. Dezember 1968  | Rot-Weiß Oberhausen     | Heim     | 2:0      | Kirchner, Kuster                          |
| 17    | 21. Dezember 1968  | Bayer 04 Leverkusen     | Auswärts | 0:2      |                                           |
| 18    | 12. Januar 1969    | Schwarz-Weiß Essen      | Heim     | 1:1      | Lömm                                      |
| 19    | 19. Januar 1969    | Hamborn 07              | Auswärts | 3:3      | Kirchner, Stockhausen, Stürz              |
| 20    | 26. Januar 1969    | SC Fortuna Köln         | Heim     | 7:2      | Kuster (4), Kirchner, Knoth, Lömm         |
| 21    | 2. Februar 1969    | VfR Neuss               | Auswärts | 1:1      | Knoth                                     |
| 22    | 9. Februar 1969    | Wuppertaler SV          | Heim     | 3:1      | Leopoldseder (2), Roggensack              |
| 23    | 19. März 1969      | Lüner SV                | Auswärts | 0:2      |                                           |
| 24    | 2. März 1969       | Eintracht Gelsenkirchen | Heim     | 2:4      | Kuster (2)                                |
| 25    | 9. März 1969       | Bonner SC               | Auswärts | 2:0      | Kuster, Leopoldseder                      |
| 26    | 16. März 1969      | Preußen Münster         | Heim     | 2:1      | Knoth, Kuster                             |
| 27    | 23. März 1969      | Rot-Weiss Essen         | Auswärts | 0:2      |                                           |
| 28    | 30. März 1969      | Eintracht Duisburg      | Heim     | 0:0      |                                           |
| 29    | 5. April 1969      | SC Viktoria Köln        | Auswärts | 2:2      | Braun, Roggensack                         |
| 30    | 13. April 1969     | Fortuna Düsseldorf      | Heim     | 4:4      | Kuster (2), Braun, Roggensack             |
| 31    | 20. April 1969     | TSV Marl-Hüls           | Auswärts | 1:2      | Braun                                     |
| 32    | 27. April 1969     | VfL Bochum              | Heim     | 1:3      | Roggensack                                |
| 33    | 4. Mai 1969        | Rot-Weiß Oberhausen     | Auswärts | 0:2      |                                           |
| 34    | 11. Mai 1969       | Bayer 04 Leverkusen     | Heim     | 0:0      |                                           |

### Westdeutscher Pokal
Das Erstrundenspiel gegen den SVA Gütersloh endete unentschieden nach Verlängerung. Da es noch kein Elfmeterschießen gab wurde ein Wiederholungsspiel angesetzt. Als Verlierer ihres Viertelfinals verpasste Arminia Bielefeld die Qualifikation für den DFB-Pokal. 
| Runde | Datum             | Gegner                 | Ort      | Ergebnis  | Tor(e) für Arminia |
| ----- | ----------------- | ---------------------- | -------- | --------- | ------------------ |
| 1     | 28. Juli 1968     | SVA Gütersloh          | Auswärts | 1:1 n. V. | nicht bekannt      |
| Wdh.  | 3. August 1968    | SVA Gütersloh          | Heim     | 1:0       | nicht bekannt      |
| 2     | 11. August 1968   | TBV Lemgo              | Auswärts | 4:1       | nicht bekannt      |
| AF    | 13. Oktober 1968  | Fortuna Düsseldorf Am. | Auswärts | 3:1       | nicht bekannt      |
| VF    | 23. November 1968 | Hamborn 07             | Auswärts | 1:2 n. V. | Braun              |

## Statistiken

### Spielerstatistiken
Für den Westdeutschen Pokal sind die eingesetzten Spieler und Torschützen nur für das Viertelfinale bekannt. Gelbe und Rote Karten wurden erst im Jahre 1970 eingeführt.
| Spieler              | Regionalliga West | Regionalliga West | Regionalliga West | Regionalliga West | Westdeutscher Pokal | Westdeutscher Pokal | Westdeutscher Pokal | Westdeutscher Pokal | Total    | Total | Total       | Total      |
| Spieler              | Einsätze          | Tore              | Gelbe Karte       | Rote Karte        | Einsätze            | Tore                | Gelbe Karte         | Rote Karte          | Einsätze | Tore  | Gelbe Karte | Rote Karte |
| -------------------- | ----------------- | ----------------- | ----------------- | ----------------- | ------------------- | ------------------- | ------------------- | ------------------- | -------- | ----- | ----------- | ---------- |
| Ulrich Braun         | 32                | 4                 | 0                 | 0                 | 1                   | 1                   | 0                   | 0                   | 33       | 5     | 0           | 0          |
| Peter Dammann        | 5                 | 0                 | 0                 | 0                 | 0                   | 0                   | 0                   | 0                   | 5        | 0     | 0           | 0          |
| Uwe Erich            | 5                 | 0                 | 0                 | 0                 | 0                   | 0                   | 0                   | 0                   | 5        | 0     | 0           | 0          |
| Detlef Kemena        | 14                | 0                 | 0                 | 0                 | 1                   | 0                   | 0                   | 0                   | 15       | 0     | 0           | 0          |
| Bernd Kirchner       | 29                | 6                 | 0                 | 0                 | 1                   | 0                   | 0                   | 0                   | 30       | 6     | 0           | 0          |
| Uwe Kleina           | 30                | 0                 | 0                 | 0                 | 1                   | 0                   | 0                   | 0                   | 31       | 0     | 0           | 0          |
| Gerd Knoth           | 21                | 3                 | 0                 | 0                 | 0                   | 0                   | 0                   | 0                   | 21       | 3     | 0           | 0          |
| Gerd Kohl            | 16                | 3                 | 0                 | 0                 | 1                   | 0                   | 0                   | 0                   | 17       | 3     | 0           | 0          |
| Klaus Köller         | 30                | 0                 | 0                 | 0                 | 1                   | 0                   | 0                   | 0                   | 31       | 0     | 0           | 0          |
| Ernst Kuster         | 31                | 23                | 0                 | 0                 | 0                   | 0                   | 0                   | 0                   | 31       | 23    | 0           | 0          |
| Norbert Leopoldseder | 26                | 6                 | 0                 | 0                 | 1                   | 0                   | 0                   | 0                   | 27       | 6     | 0           | 0          |
| Heinz-Dieter Lömm    | 19                | 3                 | 0                 | 0                 | 0                   | 0                   | 0                   | 0                   | 19       | 3     | 0           | 0          |
| Gerd Roggensack      | 24                | 7                 | 0                 | 0                 | 1                   | 0                   | 0                   | 0                   | 25       | 7     | 0           | 0          |
| Dieter Schulz        | 31                | 1                 | 0                 | 0                 | 1                   | 0                   | 0                   | 0                   | 32       | 1     | 0           | 0          |
| Gerd Siese           | 33                | 0                 | 0                 | 0                 | 1                   | 0                   | 0                   | 0                   | 34       | 0     | 0           | 0          |
| Horst Stockhausen    | 27                | 6                 | 0                 | 0                 | 1                   | 0                   | 0                   | 0                   | 28       | 6     | 0           | 0          |
| Georg Stürz          | 31                | 1                 | 0                 | 0                 | 1                   | 0                   | 0                   | 0                   | 32       | 1     | 0           | 0          |
| Andreas Triebel      | 1                 | 0                 | 0                 | 0                 | 1                   | 0                   | 0                   | 0                   | 2        | 0     | 0           | 0          |

### Zuschauer
Arminia Bielefeld begrüßte zu seinen 17 Heimspielen insgesamt 142.500 Zuschauer, was einem Schnitt von 8382 entspricht. Damit belegte Arminia Bielefeld Platz sechs in der Zuschauertabelle. Den Zuschauerrekord gab mit 18.000 gegen Rot-Weiß Oberhausen vor den 17.000 Zuschauern, die das Spiel gegen Rot-Weiss Essen sehen wollten. Den niedrigsten Besuch verzeichnete die Arminia beim Heimspiel gegen Bayer 04 Leverkusen am letzten Spieltag, welches nur 2000 Zuschauer auf die Alm lockte.

## Varia
Ernst Kuster wurde mit 23 Saisontoren Torschützenkönig der Regionalliga West, musste sich den Titel aber mit Willi Lippens von Rot-Weiss Essen teilen. Ernst Kuster wurde damit zum dritten Mal in Folge Torschützenkönig der Regionalliga West und ist damit der einzige Spieler, dem dies in der Ära der fünfgleisigen Regionalliga zwischen 1963 und 1974 gelang.